# Marie Altelaar

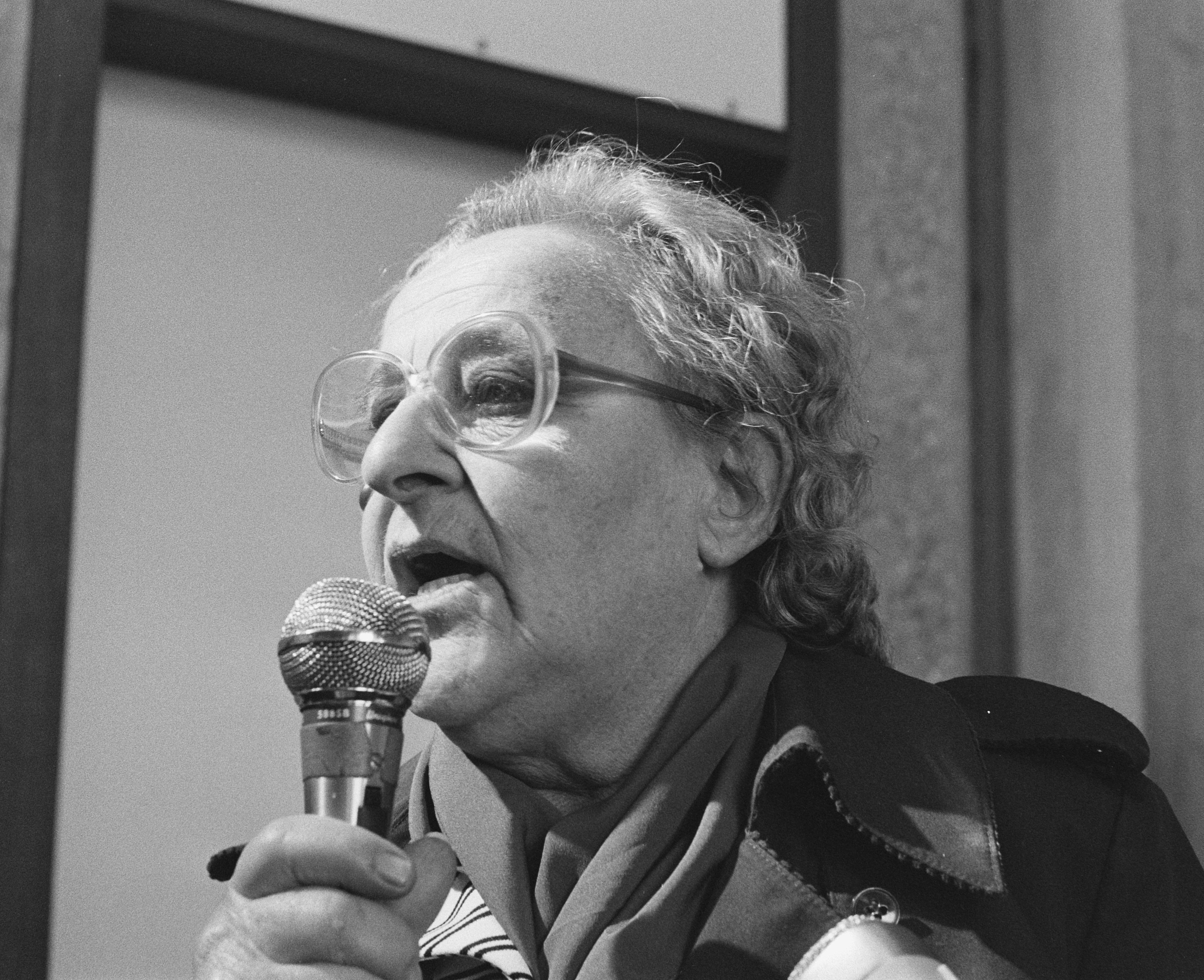
Altelaar tijdens een uitspraak van de rechter op 19 september 1986.

Maria Elisabeth "Marie" Altelaar-Bune (Amsterdam, 6 december 1917 – aldaar, 12 juni 2005), ook bekend als Tante Marie, was een Nederlands activist. 
Ze was actief binnen verschillende bewegingen, waaronder de vrouwenbeweging en de communistische partij. De meeste bekendheid verwierf ze echter als activist voor de huurders van de sociale woningbouw op de Oostelijke Eilanden in Amsterdam in de jaren 70 en 80 van de 20ste eeuw. Als voorzitter van het bewonerscomité Kattenburg was ze een drijvende kracht achter een meer dan vijftien jaar durende huurdersactie. De maandhuur van de net opgeleverde nieuwbouwwoningen op Kattenburg was hoger dan eerder beloofd. De bewoners hielden daarom maandelijks een bedrag in op de huur als vorm van protest. De actie had rechtszaken en een langlopend conflict met de gemeente en woningbouwvereniging tot gevolg. Er werd door de woningbouwvereniging gedreigd met uitzetting van de huurders, maar een vonnis van 19 september 1986 voorkwam dat.
Het huurdersactivisme van de jaren 70 en 80 werd tussen 2007 en 2010 gememoreerd in de Triomfboog van Kattenburg op de Kattenburgerkruisstraat.
Altelaar overleed in juni 2005 op 87-jarige leeftijd in een verzorgingshuis. Op 12 juni 2007 werd het plein voor de Oosterkerk op Wittenburg naar haar vernoemd.